# Joseph von Kinsky

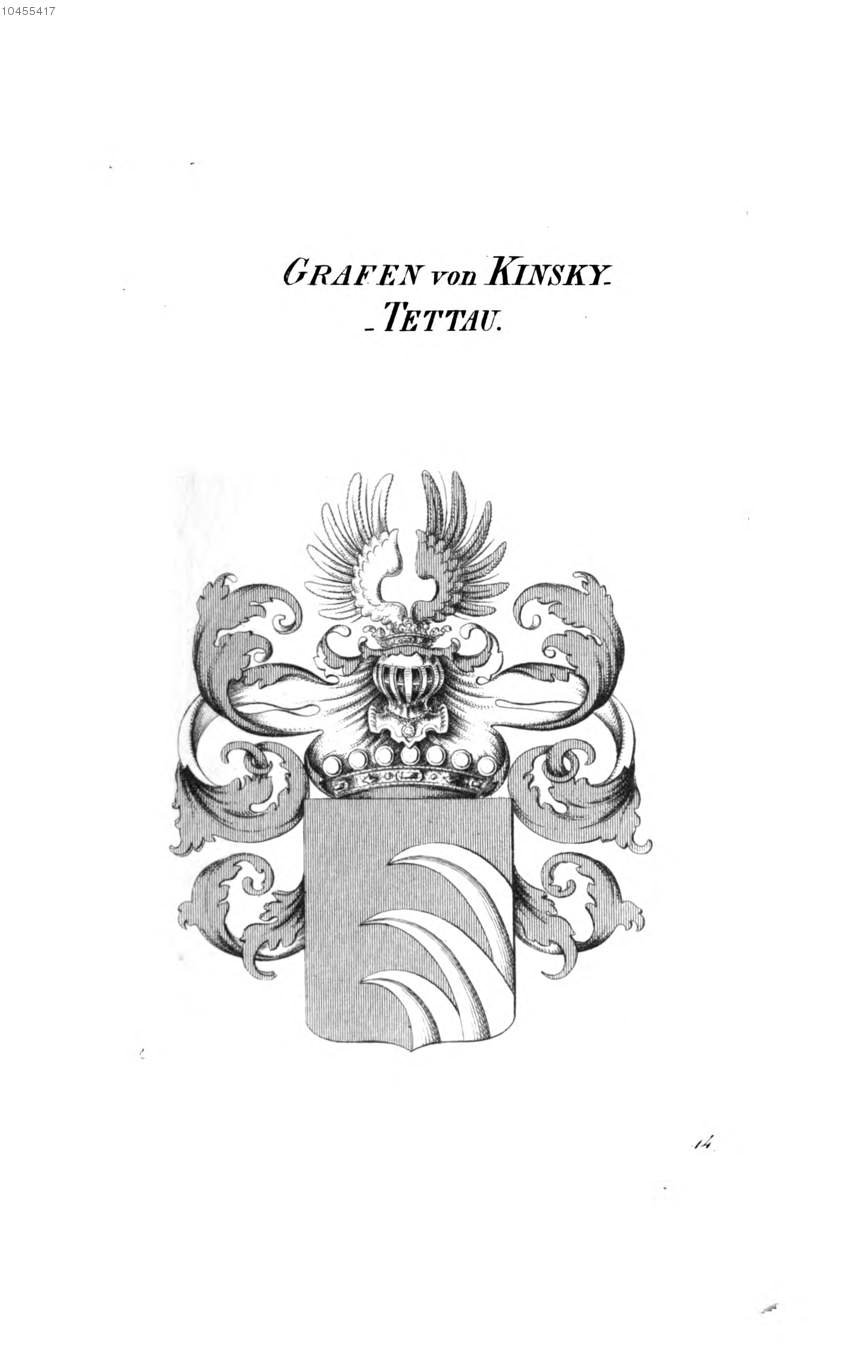
Wappen des Grafen von Kinsky Tettnau, zwischen 1831 und 1868

Graf Joseph von Kinsky zu Wchinitz und Tettau (* 15. August 1736 in Prag; † 7. Februar 1804 in Wien) war kaiserlicher österreichischer Feldmarschall.

## Herkunft
Seine Eltern waren der Konferenzminister Graf Franz Ferdinand von Kinsky (* 1. Januar 1678; † 12. September 1741) und dessen zweite Ehefrau Maria Augustina Josepha Johanna Pálffy von Erdőd (* 28. August 1714; † 3. März 1759). Sein jüngerer Bruder Franz Joseph (1739–1805) war ebenfalls General und Direktor der Militärakademie.

## Leben
Er ging am 3. August 1751 in österreichische Dienste. Durch besondere Entschlossenheit und Tapferkeit kam er rasch über die niederen Chargen hinaus. Er zeichnete sich besonders in den Kämpfen des Siebenjährigen Krieges aus.
So war er bereits am 12. August 1759 in der Schlacht bei Kunersdorf Oberst-Lieutenant im Dragonerregiment Löwenstein (später 7. Uhlanenregiment). In der Schlacht fiel er an der Spitze des Regiments der feindlichen Kavallerie mit solcher Entschlossenheit in die Flanke, dass diese in Unordnung geriet, auf die eigene Infanterie geworfen wurde und mit dem gemeinsamen Angriff des übrigen Truppen des Korps Laudon die Schlacht gewendet werden konnten.
Anschließend wurde Kinsky mit der Nachricht vom Sieg zur Kaiserin Maria Theresia nach Wien geschickt, dort erhielt er eine kostbare Dose und einen Ring. Im Gefecht bei Landshut am 23. Juni 1760 war er bereits zum 2. Oberst aufgestiegen. Dort führte er Freiwillige, mit denen er ein Bataillon preußischer Grenadiere zerstreute. Als das Dragoner-Regiment Löwenstein 1761 verlegt wurde, blieb Kinsky beim General Laudon. Am 1. Oktober 1761 nahm er daher am Sturm auf Schweidnitz teil. Im Jahr 1762 wurde er als Kommandeur in das Dragoner-Regiment Nr. 11 versetzt, außerdem wurde er am 30. April 1762 für Kunersdorf und Landshut mit dem Ritterkreuz des Militär-Maria-Theresia-Orden ausgezeichnet.
Nach dem Krieg wurde er am 24. Juni 1767 mit Rang vom 4. Juli 1761 Generalfeldwachtmeister und 19. Januar 1771 mit Rang vom 16. Januar 1768 zum Feldmarschall-Lieutenant befördert. Im Jahr 1773 wurde er Inhaber des Dragoner-Regiments Nr. 10. Aber seine Gesundheit hatte gelitten, als 1778 der Bayrische Erbfolgekrieg ausbrach, kehrte Kinsky zur Herstellung der Gesundheit nach Wien zurück und begab sich am 19. Februar 1780 zu seiner Division nach Oedenburg. Im Jahr 1787 erfolgte seine Ernennung zum kommandierenden General in Ungarn und am 8. September 1787 seine Beförderung zum General der Kavallerie. Als solcher machte er den 8. Türkenkrieg mit. 1790 wurde er kommandierender General in Niederösterreich und Kommandant der Stadt Wien. Dort wurde er am 22. Mai 1796 zum Feldmarschall ernannt. Am 5. September 1800 ging Kinsky in den Ruhestand. Er starb unverheiratet 1804 in Wien.